# کیم مین هی (۱۹۷۲)
کیم مین‌هی (به کره‌ای: 김민희 به انگلیسی: Kim Min-hee) (زاده ۲۸ اوت ۱۹۷۲) بازیگر کره جنوبی است. او در مجموعه تلویزیونی جواهری در قصر با بازی در نقش بی‌سون و در سایمدانگ، خاطراتی از نور با بازی در نقش صاحب‌خانه سولونگ (همسر دوم وون‌سو) شناخته شد.

## فیلم‌شناسی

### سریال‌های تلویزیونی
| نام                                 | نقش                              | سال تولید |
| ----------------------------------- | -------------------------------- | --------- |
| یادآوری                             |                                  | ۲۰۰۲      |
| جواهری در قصر                       | بی‌سون                            | ۲۰۰۳      |
| پیشنهاد دوم                         |                                  | ۲۰۰۴      |
| عاشقان راز                          |                                  | ۲۰۰۵      |
| متشکرم زندگی                        |                                  | ۲۰۰۶      |
| روزهای زیبا                         |                                  | ۲۰۰۷      |
| مین جا،خواهر بزرگتر ئه جا           |                                  | ۲۰۰۸      |
| درامای ویژه کی‌بی‌اس: زنی از جاده اول |                                  | ۲۰۱۱      |
| فقط شما                             |                                  | ۲۰۱۱      |
| خانواده فانگ                        |                                  | ۲۰۱۳      |
| قلعه جادو                           |                                  | ۲۰۱۵      |
| سایمدانگ، خاطرات درخشان             | صاحب‌خانه سولونگ (همسر دوم وون‌سو) | ۲۰۱۷      |

## فیلم‌ها
| نام                   | نقش | سال تولید |
| --------------------- | --- | --------- |
| باران بهاری در زمستان |     | ۱۹۸۱      |
| اولین عشق             |     | ۱۹۸۱      |
| قهرمان، پال بول چول   |     | ۱۹۸۲      |
| عروسی مادرم           |     | ۱۹۸۲      |
| عشق من ۲              |     | ۱۹۸۳      |
| عشق من ۳              |     | ۱۹۸۴      |
| زخم عشق               |     | ۱۹۸۹      |
| جمهوری سیاه           |     | ۱۹۹۰      |